# 奄蔡
奄蔡（上古漢語擬音：[ʔromʔ s.r̥ˁats]；Alans或Alani，也拼為Alauni或Halani）为古代中亚伊朗北高加索游牧民族，又作阖苏（上古汉语：[*ɣˤap sŋˤa]，比较拉丁语Abzoae），1—3世纪中叶的东汉三国时期也称阿蘭聊（中古漢語擬音：[ʔɑ lɑn leu]），公元前1世纪成为康居的附庸后又称阿蘭，一般认为是萨尔马提亚人的一支，可能与马萨革泰人有关。:1奄蔡首次见于《太史公书·大宛列傳》。现代史学家们普遍接受汉语文献中的奄蔡、古罗马文献中的奥尔西人与阿兰指同一批人，西汉时期，该民族在锡尔河与阿姆河之间的中亚河中地区的锡尔河以北的康居（咸海）西北、里海北部的草原游牧，东汉时期隶属康居。后因为在158年一小支北匈奴西迁，奄蔡也随之逐渐西迁，并在东欧大草原的萨尔马提亚人中占据主导地位，公元1世纪的罗马文献就提到了他们。:801–803这一时期他们在黑海以北的区域定居，常常袭击罗马帝国的高加索省份和安息帝国。215–250年，哥特人打破了奄蔡人在东欧大草原的统治。
公元4世纪中期（374年的巴兰姆伯尔大单于时期），这在158年西迁的一小支北匈奴/匈人越过顿河，在东欧大草原上击败哥特人，吞并了奄蔡，奄蔡人一部分随着巴兰姆伯尔大单于去了欧洲，在伏尔加河与顿河之间地区定居，另一部分则留在高加索以北地区。5世纪中期，匈王阿提拉率奄蔡人西征，一直到达了法兰西中部的奥尔良和瓦伦斯，并在当地定居。409年左右，他们与汪达尔人与苏维汇人一同越过比利牛斯山脉进入伊比利亚半岛，定居在卢西塔尼亚和卡塔赫纳，後來成為加泰隆尼亞人族源之一。伊比利亚阿兰人在418年彻底被西哥特人击溃，并向阿斯丁汪达尔人交出了权力。428年，汪达尔人和阿兰人越过直布罗陀海峡进入北非，建立了汪达尔王国，一直持续到534年被东罗马帝国查士丁尼一世征服为止。
继续留在北高加索一带的阿兰人成为可萨国（7世纪后期—1030年）的臣下（一些成为佩切涅格人），在9世纪建立了阿兰王国，一直存续到1221年蒙古征服中被哲别和速不台打败。一部分（约3万）在元朝成為阿速亲軍，成为保卫大汗的怯薛亲军，当时汉人稱綠睛回回。奥塞梯学者认为他们是现代奥塞梯人的祖先。
阿兰人说一种东伊朗语支语言，来自斯基泰语，并演变为现代奥塞梯语。:801–803:5-7
“阿兰”是“雅利安”一词的伊朗语支方言形式。:801–803:1-5

## 名称
自1世纪起阿兰人就被周边的国家以相似的名称称呼：拉丁語：；希臘語：、Alanoi；2世纪中文：阿蘭聊、3世纪阿蘭、阿蘭國；安息语及中古波斯语Alānān（复数）；阿拉伯语Alān（单数）；叙利亚语Alānayē；古典亚美尼亚语Alank；格鲁吉亚语Alaneti（“阿兰人的国家”）；希伯来语Alan（复数Alanim）。:1–2比较罕见的拉丁语拼法有Alauni和Halani。:33, 99现代奥塞梯语为Allon。:4
民族称呼Alān是古伊朗语*Aryāna的一种方言变体，来自词根arya“雅利安人”，是印度-伊朗人最普遍的自称。它在阿兰人的早期历史中可能起着援引共同“雅利安”起源来联合不同的部落。:4如伊朗名称（*Aryānām）一样，形容词*aryāna似乎与Airyanəm Waēǰō（“雅利安领土”）即《波斯古经》中提及的早期伊朗人神话中的家园有关。
其他一些民族名称中也包含有阿兰人的名字：罗克索拉尼人（“光明阿兰人”，Rhoxolāni）是阿兰人的一个分支，其名称可能与宗教习俗有关；“白阿兰人”（Alanorsoi）可能是阿兰和奥尔西的混合。:8人名Alan、Alain（都来自拉丁语Alanus）可能在公元前第一千纪由阿兰定居者引入西欧。:5
另一组相关的名字常以Asi、As、Os的形式出现（罗马尼亚语、保加利亚语Uzi、匈牙利语、俄语Jasy、格鲁吉亚语Osi等）。:5–7这也是现代奥塞梯人名称的来源。:5–7

## 历史

### 中国文献中的“奄蔡”
奄蔡首次出现是在《史记·大宛列传》，是基于张骞使西域见闻：
奄蔡在康居西北可二千里，行国，与康居大同俗。控弦者十馀万。临大泽，无崖，盖乃北海云。
奄蔡位于丝绸之路北线上。汉朝向奄蔡派遣大使，积极推进了两国的商贸往来。
《后汉书·西域传》（编成于5世纪）提到奄蔡（东汉汉语 *ʔɨamBsɑC；也称闔蘇，比较拉丁语Abzoae）变为康居的属国，称作“阿蘭”（东汉汉语：*ʔɑ-lɑn）
荷兰汉学家A. F. P. Hulsewé指出，康居对奄蔡的征服发生于公元前1世纪。康居西征迫使许多萨尔马提亚人也向西迁徙，这大大加速了欧洲民族大迁徙的到来，在世界史上发挥了重要作用。:464–465
Chavannes (1905)第558页注释5赞成Hirth (1885)139页注释1找到的Yen-ts’ai与斯特拉波所载Αορσοι；他认为这识别被后来的名字‘阿兰’所加强，解释了托勒密的“Alanorsi”。Marquart (1905)pp. 240-241不接受，但Pulleyblank (1963)pp. 99 & 220接受，并提到HSPC 70.6b中的“闔蘇”，上古汉语拟作ĥa̱p-sa̱ĥ，可与普林尼VI, 38提到的Abzoae比较（参见Pulleyblank (1968), p. 252）。此外Humbach (1969)pp. 39-40也接受这一联系，但仍有保留意见。
奄蔡最后一次出现是在3世纪成书的《魏略》中：
又有柳國，又有岩國，又有奄蔡國一名阿蘭，皆與康居同俗。西與大秦東南與康居接。其國多名貂，畜牧逐水草，臨大澤，故時羈屬康居，今不屬也。”
公元1、2世纪，阿兰人逐渐通过征服与吸收其他部落，渐渐与萨尔马提亚人融合。这一时期他们向西迁徙至南俄罗斯并频繁劫掠安息帝国与罗马帝国。

### 古希腊罗马文献中的奥尔西人
奥尔西人（Aorsi）这个词一般认为来自阿维斯陀语auruša-，对应奥塞梯语ūrs/ors“白”。10–12世纪马苏第和阿布·哈米德·加纳蒂提到的Arsija、Arsā'可能也与之有关。:9

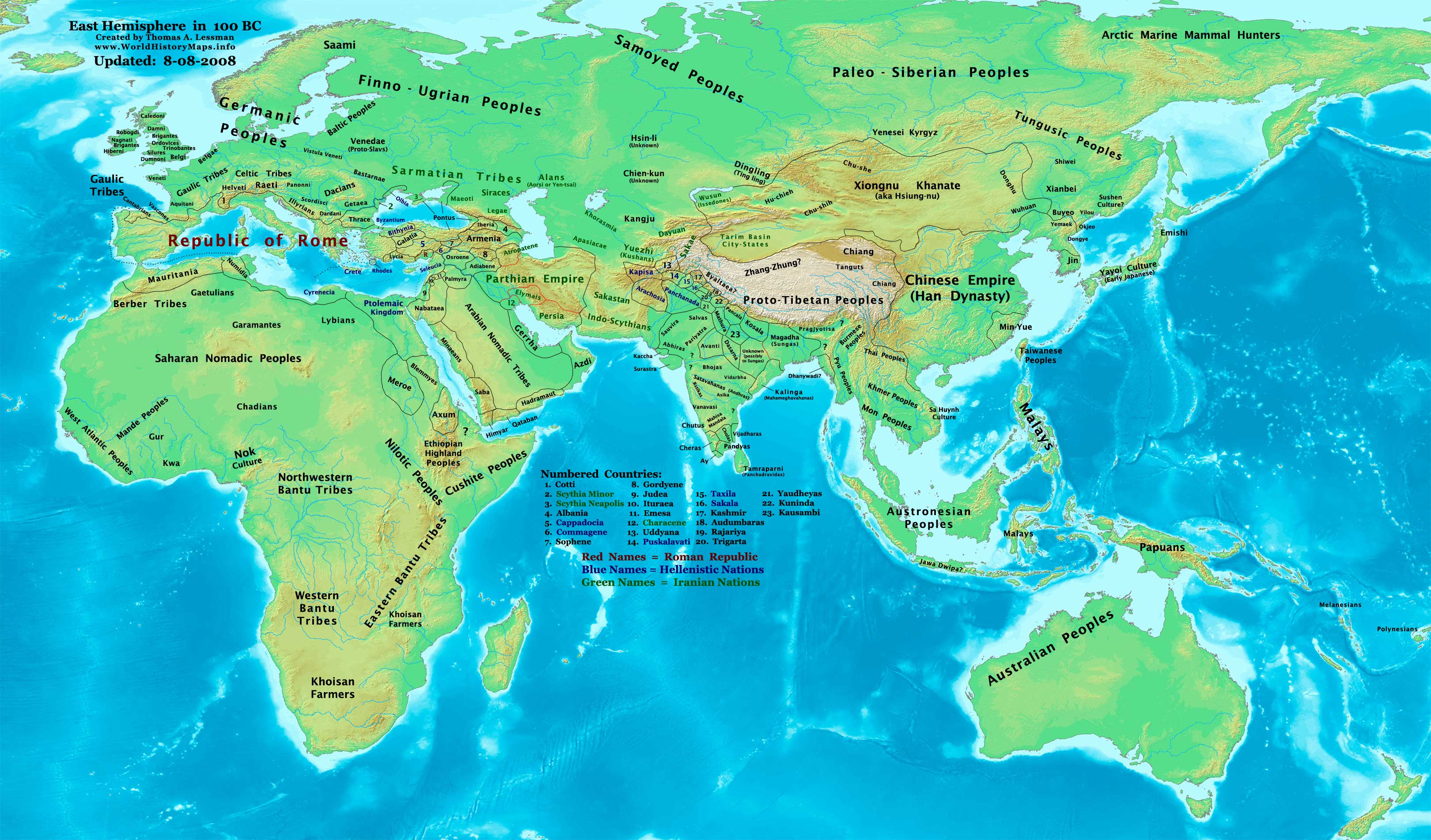
100 BC的东半球。阿兰/奥尔西人位于里海北侧。

一般认为奥尔西人和锡拉希斯人都是在公元前5世纪末从中亚迁到里海北部、西部的。:7–8奥尔西人的疆域向东大约延伸到咸海。奥尔西人最重要的共时资料是古希腊地理学家斯特拉波《地理志》中的记载，他认为奥尔西人在锡拉希斯人之北，分布在亚速海和里海之间的地区。东部最远的地方住着上奥尔西人，领土最大，支配着里海沿岸，人数也最多。上奥尔西人用骆驼途径亚美尼亚王国和米底亚进口古印度及巴比伦尼亚的商品，十分富有。他们控制着丝绸之路的北线。奥尔西人闻名于所佩戴的金饰。
据斯特拉波，博斯普鲁斯王国法尔纳克二世统治时期，顿河沿岸的奥尔西人领袖Spadines可以召集20万骑兵，上奥尔西的骑兵数量更多。
塔西佗《编年史》记载，公元49年的博斯普鲁斯战争中，Adorsi[原文如此]人国王尤诺内斯（Eunones）支持亲罗马的提比略·尤里乌斯·科提斯一世，而锡拉希斯人国王佐辛尼斯（Zorsines）则支持反罗马的提比略·尤里乌斯·米特拉达梯。奥尔西人与罗马人的同伙及罗马人武装的博斯普鲁斯人一起围攻防御薄弱的锡拉希斯人城镇并进行屠杀，迫使国王佐辛尼斯交出人质，并跪在罗马皇帝克劳狄一世的像前。面对不可避免的失败，米特拉达梯投降了，臣服于尤诺内斯脚下。尤诺内斯被米特拉达梯的困境深深打动，并向罗马派出特使，要求不经凯旋式，即被处决。克劳狄一世在给尤诺内斯的信中表示同意。米特拉达梯最后还是被途径本都带到了罗马，最终免于处决而被流放。博斯普鲁斯战争后，锡拉希斯人的实力被大大削弱了，而奥尔西人的实力则在上升。
公元1世纪，阿兰人在生活在里海和顿河间的萨尔马提亚人中取得了主导地位。阿兰人是来自东方的民族，与奥尔西人关系密切，他们或征服或融合了奥尔西人。一些奥尔西人似乎西迁到克里米亚北部，在那里保持着半独立的生存状态。托勒密也谈到阿兰-奥尔西人，这表明他们之间应是发生了某种融合。:8

### 早期奄蔡统览

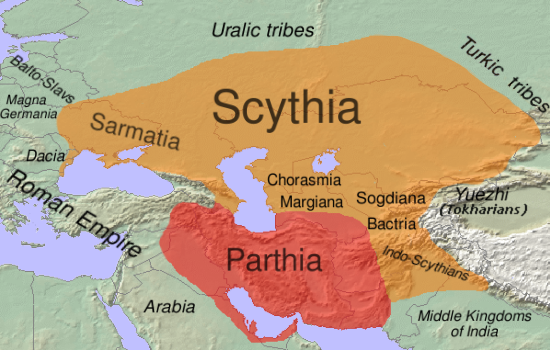
约公元前170年，塞西亚及其他东伊朗语支地区（橙色）

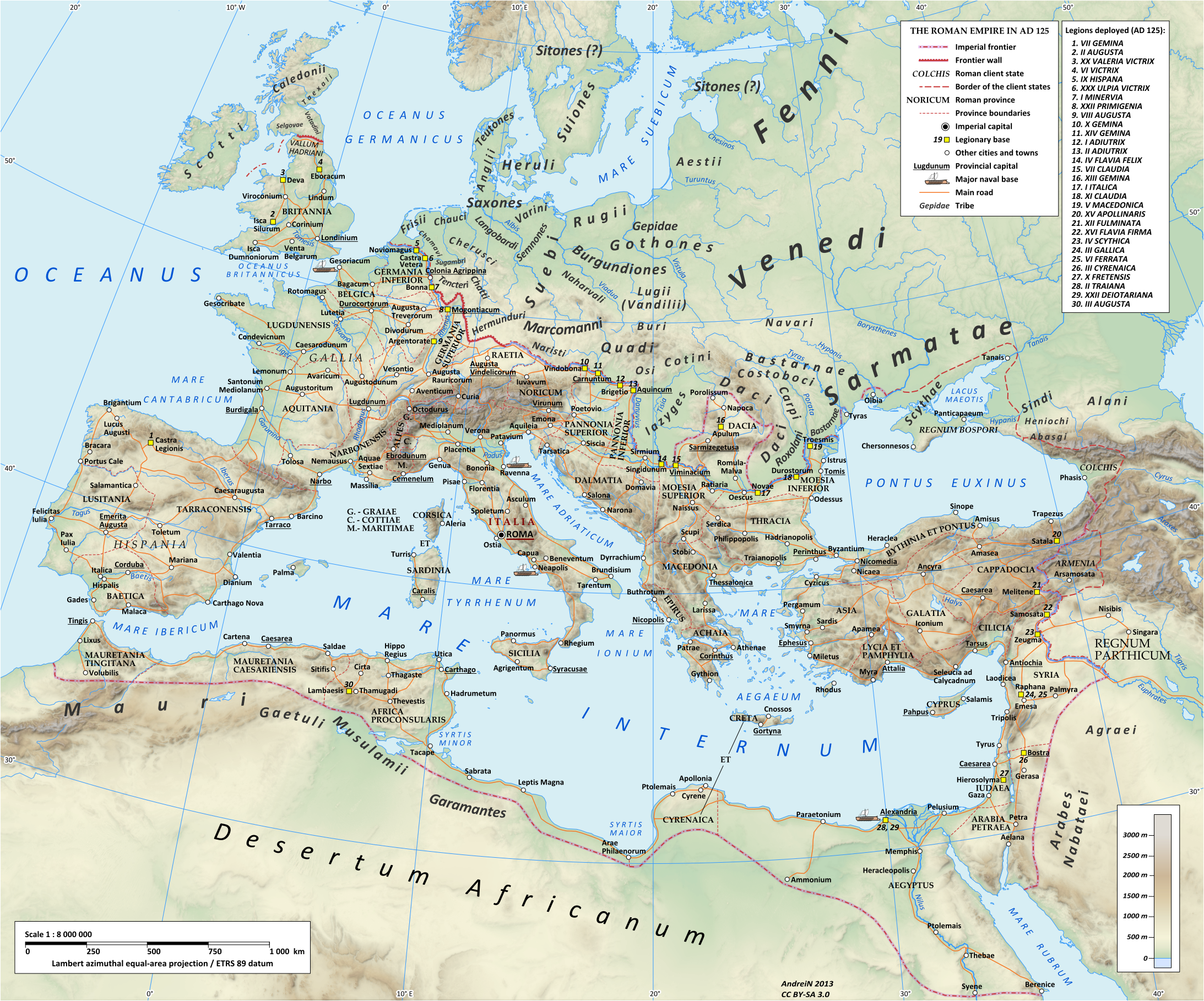
117–138年的欧洲，阿兰人尚聚居在高加索山脉北侧（中右部）。

阿兰人有关的名字几乎是同时出现在地中海、中东和中国的文献中。:？
1世纪，阿兰人自中亚向西迁徙，在生活在顿河与里海之间的萨尔马提亚人中取得了主导地位。沃洛加西斯碑文中提到阿兰人：约在公元45至78年在位的安息皇帝沃洛吉斯一世，在其统治的第11年（约公元62年），与阿兰人的国王Kuluk交战。1世纪犹太历史学家弗拉维奥·约瑟夫斯补充了这一碑文，在《犹太战争》（第7册第7.4章）中报告了居住在亚速海附近的阿兰人（他称为“斯基泰人”）如何穿过铁门 进行掠夺（公元72年），并击败安息皇帝沃洛吉斯一世（上述碑文为他而作）的两个兄弟：米底王帕科罗斯二世、亚美尼亚王梯里达底一世的军队：
现在有个阿兰人的国家，我们以前曾提到过，他们是斯基泰人，居住在塔奈斯和梅奥蒂斯湖周围。这个民族这时候打算进攻米底，以及米底以外的地区，以便掠夺他们；他们为此与希尔卡尼亚国王交涉；因为他是亚历山大大帝用铁门关上的那条峡谷的主人。这位国王允许他们通过，于是他们成群结队，出其不意地攻米底人于不备，四处劫掠时，发现那里人满为患，牛羊如云，却没人敢抵抗，因为国王帕科罗斯已经逃到天涯海角，并把自己的一切都交给了他们，只从他们手中好不容易用一百两银子赎回了自己的妻妾。因此这些阿兰人毫无顾忌十分轻松地摧毁了整个国家，直到亚美尼亚的一切都遭了他们的毒手。现在那个国家的国王特拉达梯遭遇并与他们交战，幸运的是在战斗中没被活捉：有人在他身上套了一个套索，要不是他立即用剑割断绳子，那玩意很快就会把他套进去。阿兰人因此被激怒了，将这个国家夷为平地，并把大量人及两国其他战利品一并运走，凯旋回自己的国家。
阿兰人途径希尔卡尼亚入侵安息帝国的事实表明，那时许多阿兰人仍以里海东北岸为基地。到2世纪初，阿兰人已经牢牢掌控了伏尔加河下游及库班河流域。这些地区早先被奥尔西人和锡拉希斯人占领，阿兰人显然融合、驱散和/或消灭了他们，因为同时代的记载中不再提到他们。阿兰人的影响很可能进一步向西延伸，包括了当时拥有相对单一文化的大部分萨尔马提亚世界。
135年，阿兰人经高加索地区大举进攻小亚细亚，蹂躏米底和亚美尼亚。他们最终被卡帕多西亚总督阿里安赶了回来，他写了一份详细的报告（Ektaxis kata Alanoon“对阿兰人的战争”），是研究罗马军事战术的主要资料。
215至250年，日耳曼哥特人向东南方扩张，打破了阿兰人在东欧大草原的统治地位。但阿兰人似乎对哥特文化产生了重大影响，后者后来成为了优秀的骑手，并接纳了阿兰人的动物风格艺术。（罗马帝国在3世纪内战时期，遭哥特军队的破坏性袭击，之后伊利里亚诸帝适应了哥特战术，重组了罗马的重骑兵，并在加里恩努斯、克劳狄二世及奥勒良的领导下打败了哥特人。）
哥特人进入草原后，许多阿兰人似乎向东撤退到顿河，并与匈人建立了联系。阿米阿努斯写道，阿兰人“有点像匈人，但他们的生活方式和行为没那么野蛮。”约达尼斯将他们与匈人相比，指出阿兰人“在战斗上与他们旗鼓相当，但在文明、礼仪、外表上与他们不同”。4世纪末。普布利乌斯·弗莱维厄斯·维盖提乌斯·雷纳特斯在他的《论军事》中将阿兰人与匈人合为一体，与哥特人并列。
4世纪罗马史学家阿米阿努斯·马尔切利努斯指出，阿兰人以前被称作“马萨革泰人”，而卡西乌斯·狄奥写道：“他们是马萨革泰人。”阿兰人可能是各种伊朗民族的混合体，包括萨尔马提亚人、马萨革泰人和塞迦人。

### 至高卢的迁徙

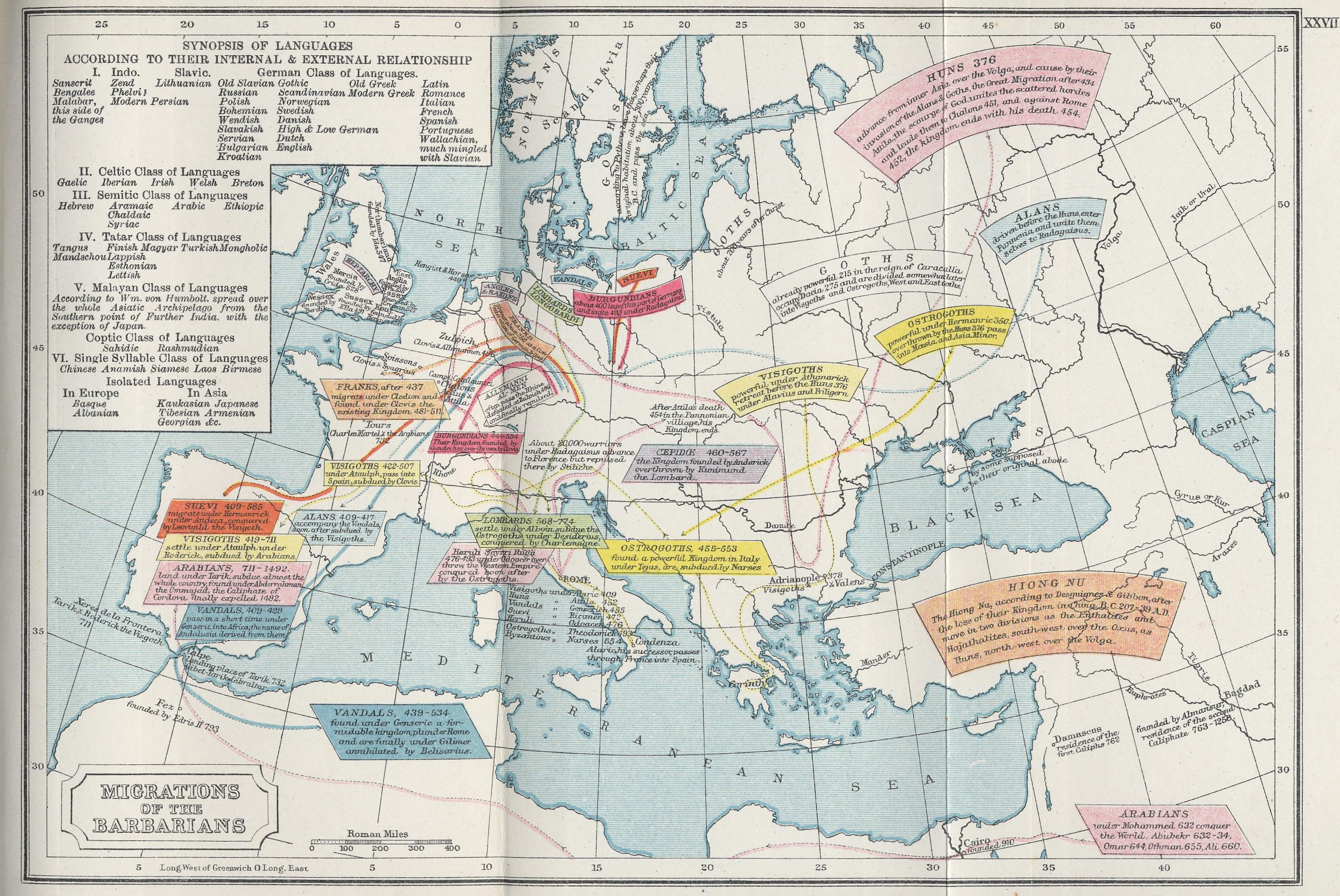
4–5世纪阿兰人自北高加索故地开始的迁徙

据阿米阿努斯，370年左右，阿兰人和匈人间平静的关系被打破了。匈人突袭顿河流域的阿兰人，杀死了许多人，并与幸存者建立了同盟。这些阿兰人在375年与匈奴人一起成功地入侵了哥特人。他们随后随匈人向西扩张。
370年匈人入侵后，阿兰人及其他萨尔马提亚人一同西迁。其中一个阿兰部落在378年决定性的阿德里安堡战役中与哥特人一起作战，罗马皇帝瓦伦斯被杀。随着罗马帝国的衰落日益严重，阿兰人也分为两支：一部分随罗马人作战，另一部分则加入匈人、西哥特人或东哥特人。一部分西阿兰人加入了汪达尔人和苏维汇人对罗马高卢的入侵。都尔的额我略在他的《法兰克人史》中提到，406年12月31日阿兰人国王Respendial在美因茨渡口与法兰克人的一次武装冲突中，为汪达尔人挽回了局面。根据额我略的说法，另一批由高尔（Goar）率领的阿兰人同时渡过了莱茵河，加入了罗马人，并在高卢定居。
在Beorgor rex Alanorum领导下，他们在整个高卢地区活动，直到佩特罗尼乌斯·马克西穆斯统治时期，他们在464年冬天越过阿尔卑斯山进入利古里亚，但在贝加莫战役中被李希梅尔率领的官军击败。
442年，埃提乌斯清楚地意识到他不能再依靠匈人的支持，转向戈阿尔，试图说服他将手下部分人转移到奥尔良的定居点，以镇压阿摩里卡的巴高达运动，并阻止西哥特人向北越过卢瓦尔河。戈阿尔将大量人口安置在奥尔良及北部地区，并迁都至奥尔良。
他们在戈阿尔领导下与龚特尔统帅的勃艮第人结盟，并共同拥立约维努斯为篡位者。奥尔良阿兰人在戈阿尔的继任者桑吉班领导下，于沙隆战役中击退阿提拉起到了关键作用。463年，阿兰人在奥尔良战役中击溃了哥特人；466年，他们又击败了希尔德里克一世领导的法兰克人。502–503年克洛维一世袭击阿摩里卡，又被阿兰人击溃。但与克洛维一世一样是迦克墩基督教徒的阿兰人希望与他建立友好外交关系，以抵抗觊觎卢瓦尔河以北地区的阿里乌教派西哥特人。因此双方达成协议，克洛维统治阿摩里卡各族，整片地区的军事力量则纳入墨洛温帝国的军队。

### 伊比利亚与非洲

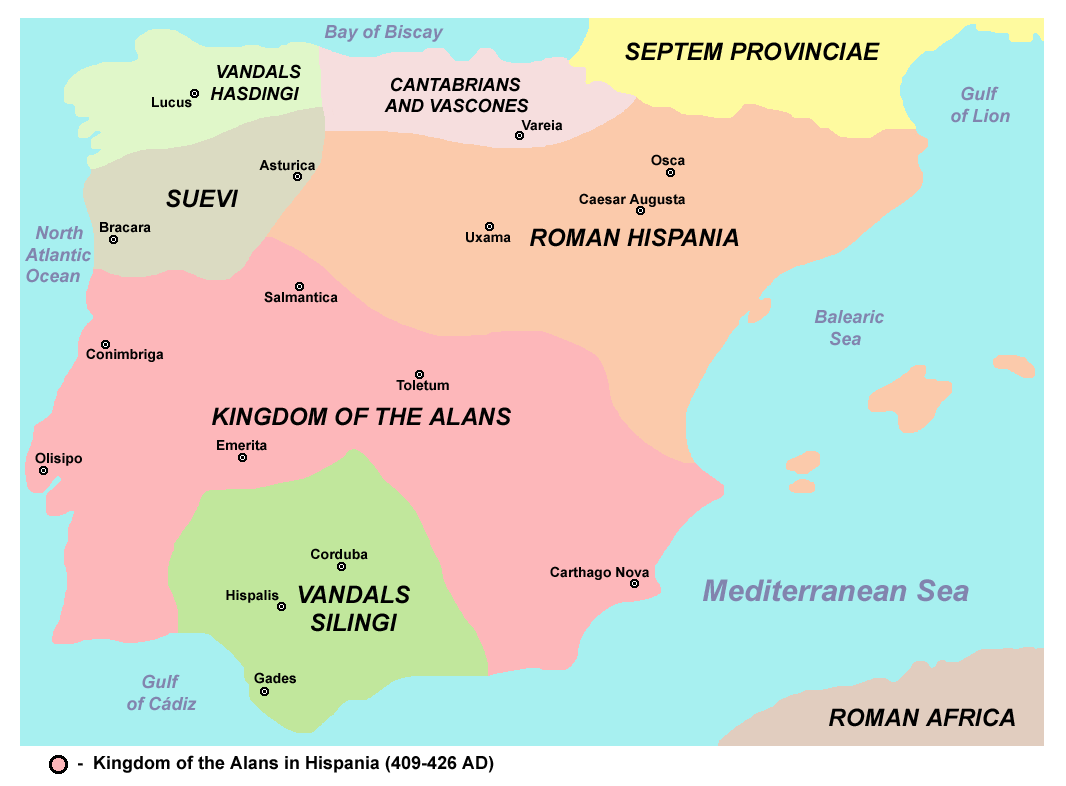
伊比利亚半岛的阿兰人王国（409-426）。

继汪达尔人和苏维汇人与409年进入伊比利亚半岛（西班牙行省，含现代葡萄牙与西班牙）后，Respendial率阿兰人定居在卢西塔尼亚和卡塔赫纳。阿兰人王国是最初建立的蛮族王国之一。Siling汪达尔人定居在贝提卡。苏维汇人定居在加利西亚沿海，Asding汪达尔人定居在加利西亚剩余部分。这些蛮族虽然在政治上控制了西班牙地区，但人口上是绝对少数，仅有全体600万人中的20万。
在418年（据部分学者426年），阿兰人国王阿达克斯在与西哥特人的战斗中被杀，这支阿兰人随后拥戴Asding汪达尔国王君德里克为王。Respendial阿兰人的独立种族身份就此消亡。有些阿兰人留在了伊比利亚半岛，多数在439年随汪达尔人占据迦太基。后来北非汪达尔王国的统治者自称Rex Wandalorum et Alanorum（“汪达尔人与阿兰人之王”）。

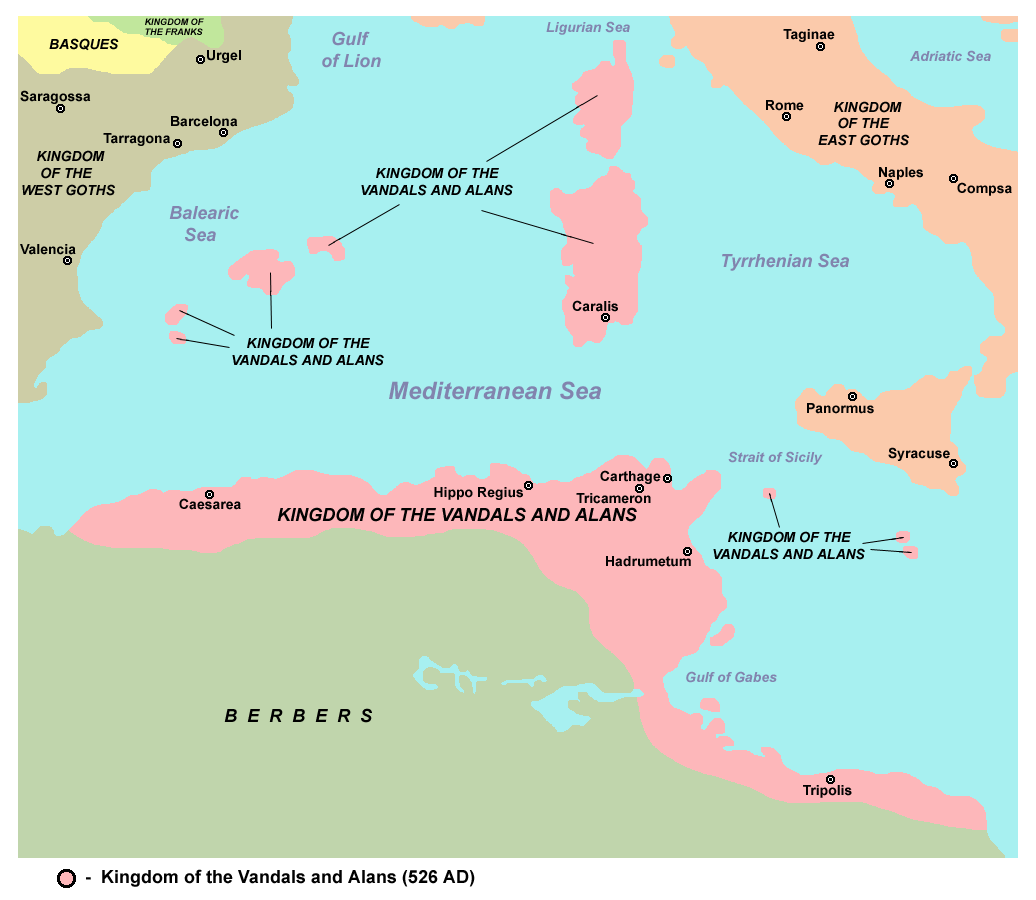
北非的汪达尔与阿兰王国（526）。

葡萄牙有些阿兰人的遗迹，特别是在阿伦克尔（名称可能来自日耳曼语“阿兰人之庙”，这座城可能就是他们建立的，盾徽上还有阿兰犬），在托雷斯韦德拉什和阿尔莫罗城堡的建设中、里斯本城墙上、圣卢奇亚教堂的地基下都有他们存在的痕迹。
阿兰人定居在伊比利亚半岛卢西塔尼亚（阿连特茹）。他们因大规模狩猎和阿兰犬而闻名，阿兰犬虽然已经灭绝了，但名称仍继承于“西班牙阿兰犬”中，常用于猎猪、牧牛。“阿兰犬”的别称也用于阿兰人带来的狗的后裔，如德国大驯犬（大丹犬）和法国波尔多犬。

### 中世纪
留在高加索以北、里海以东地区的阿兰人与保加尔人、古突厥、可萨人发生了接触和冲突，从平原向山上迁徙。
阿兰人在10世纪初尼古拉一世时期皈依了拜占庭正教。马苏第报告称，他们在932年又短暂地变节了。13世纪阿兰人在史料中是拜占庭派基督徒。高加索阿兰人是现代奥塞梯人的祖先，他们的族名来自Ās（极可能来自Aorsi；马苏第提到Arsiyya人是可萨人的卫士，罗斯人称阿兰人为Yasi），应是阿兰人的姐妹部落。《亚美尼亚地理》用Ashtigor表示最西边的阿兰人，演化为现代的Digor，所指没有变化。此外，奥塞梯语中Asi指厄尔布鲁士山周围的地区，他们以前可能就分布在那里。

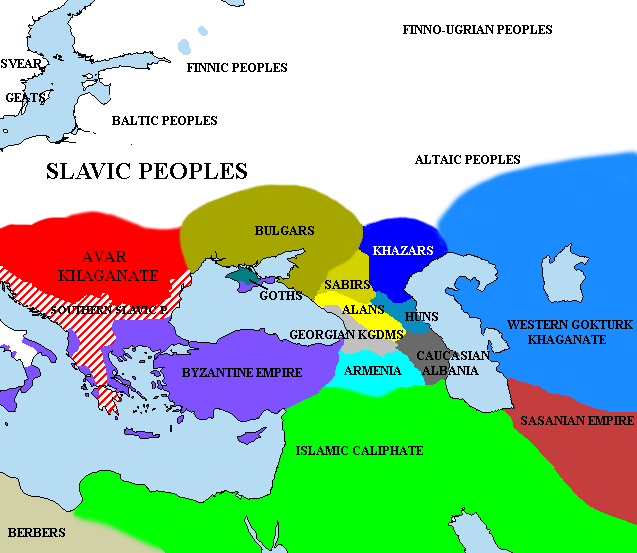
约650年的东欧大草原

其他一些阿兰人则仍在匈人的统治之下。东阿兰人一直分散在草原上，直到中世纪末才被蒙古人强迫迁入高加索山区。9至12世纪，它们形成了一个部落联盟网络，逐渐演变成基督教的阿兰王国。1239–1277年，大多数阿兰人臣服于蒙古帝国，参加了长子西征、宋元战争及金帐汗国马麦领导的库里科沃之战。
1253年，方济各会僧侣鲁不鲁乞报告说中亚有许多欧洲人。《马可·波罗游记》载，元大都皇家卫队（阿苏特）中有约3万阿兰人。据报道，除中国亚美尼亚人之外，元大都大主教若望·孟高维诺也让许多阿兰人皈依了天主教。阿兰人在波兰和立陶宛也是强大的奥斯托亚家族的臣属。
据传教士柏郎嘉宾所说，一部分阿兰人曾在一座山上抵抗蒙古人入侵12年之久：
他们（蒙古人）围攻要塞会围攻它很多年，就像今天阿兰人土地上的一座山一样。我们相信他们已经围了12年，他们（阿兰人）的英勇抵抗杀死了许多鞑靼人，包括许多贵族、军官。——柏郎嘉宾，1250年报告
这场长达12年的围攻不见于任何其他史料。俄罗斯历史学家A.I.克拉斯诺夫将这场战役与他在1967年记录的两个车臣民谣相联系，民谣说一个名叫伊迪格的老猎人与他的同伴们在Tebulos山对抗了12年鞑靼-蒙古人。他还报告说，在发生战斗的那座山附近发现了几个13世纪的箭镞和长矛：
来年，夏天要来了，敌军又来消灭高原人。但即使在这一年，他们也没能占领这座山，因为勇敢的车臣人就住在这座山上。这场战斗持续了12年。车臣人的主要财富——牲畜——被敌人偷走了。车臣人厌倦了多年的艰苦斗争，相信了敌人的仁慈保证，下了山，但蒙古鞑靼人奸诈地杀死了大多数人，其余的被抓去当奴隶。只有伊迪格和他的几个同伴逃脱了这一命运，他们没有相信游牧民族，继续留在山上。他们在被围困12年后成功逃脱并离开了达库赫山。——车臣英雄伊迪格的传奇与斗争(1238–1250)
蒙古人对阿兰人和库曼人钦察采取了逐个击破的战术：首先威胁库曼人不要再与阿兰人结盟，待击败阿兰人后，又消灭库曼人。阿兰人被招募到蒙古军队中，“右阿兰卫”与新近投降的士兵、蒙古人和原先高昌回鹘的汉人士兵混编，蒙古人还在别失八里建立了一个由汉将齐空直（Ch'i Kung-chih）领导的军事殖民地。忽必烈的卫队是由阿兰人和钦察人组成的。1368年元朝将要灭亡时，陪同着元顺帝北上的就是阿兰卫队。曼古在他的保镖中招募了阿兰王子阿尔斯兰的一半部队，其小儿子尼古拉参加了蒙古对云南的远征。这支阿兰卫队在1272、1286和1309年仍然存在，它被分为两个军团，总部设在岭北行省（哈拉和林）。法国-佛兰德僧侣、旅行家鲁不鲁乞提到，他1253–1255穿越欧亚大陆拜见可汗的路上遇到了好几次阿兰人，比如克里米亚、哈吉塔尔汉、哈拉和林阿兰人是蒙古人的臣属（色目人），在高加索则仍是自由人（“阿兰人或阿斯人，他们是基督徒，仍在和鞑靼人作战”）。蒙古人在谈到基督徒时，逐渐放弃了早先的波斯语称呼tersa，而采用了叙利亚-希腊语称呼arkon，其原因显然是，在罗斯人被征服之前，中国从未有专门的希腊教会。此外，13世纪后半期和14世纪前半期，北京有大量的罗斯人和阿兰人守卫，那里的天主教徒不可能用一个波斯语的词，而这个词很可能首先适用于他们发现如此堕落的景教徒。据奥多里科报道，阿兰卫士后来皈依了天主教。他们是一支“罗斯卫队”。
据信部分阿兰人重新定居在北方，并与伏尔加保加尔人和布尔塔斯人融合为伏尔加鞑靼人。13世纪，阿兰人在罗马尼亚东北部普鲁特河旁建立了一座城镇，称作雅西。后来在中世纪成为古摩达维亚的首都。
阿兰人还参加了加泰罗尼亚佣兵团。

### 后期历史
生活在俄罗斯和格鲁吉亚自治共和国的阿兰人的后裔说东北伊朗语支奥塞梯语，是斯基泰方言连续体的仅存后代。现代奥塞梯语主要有两种方言：季戈尔方言，主要分布在奥塞梯共和国的西部和北部；伊龙方言，分布在剩余地方。杰西方言以前分布在匈牙利。书面语基于伊龙方言，由民族诗人科斯塔·赫塔古罗夫（1859–1906）修订后推行。

## 外貌
4世纪罗马史学家阿米阿努斯·马尔切利努斯描述阿兰人外貌时称：
几乎所有阿兰尼人都是身材魁梧、面容姣好的人；他们的头发有些发黄，他们的眼神非常凶猛。

## 基因

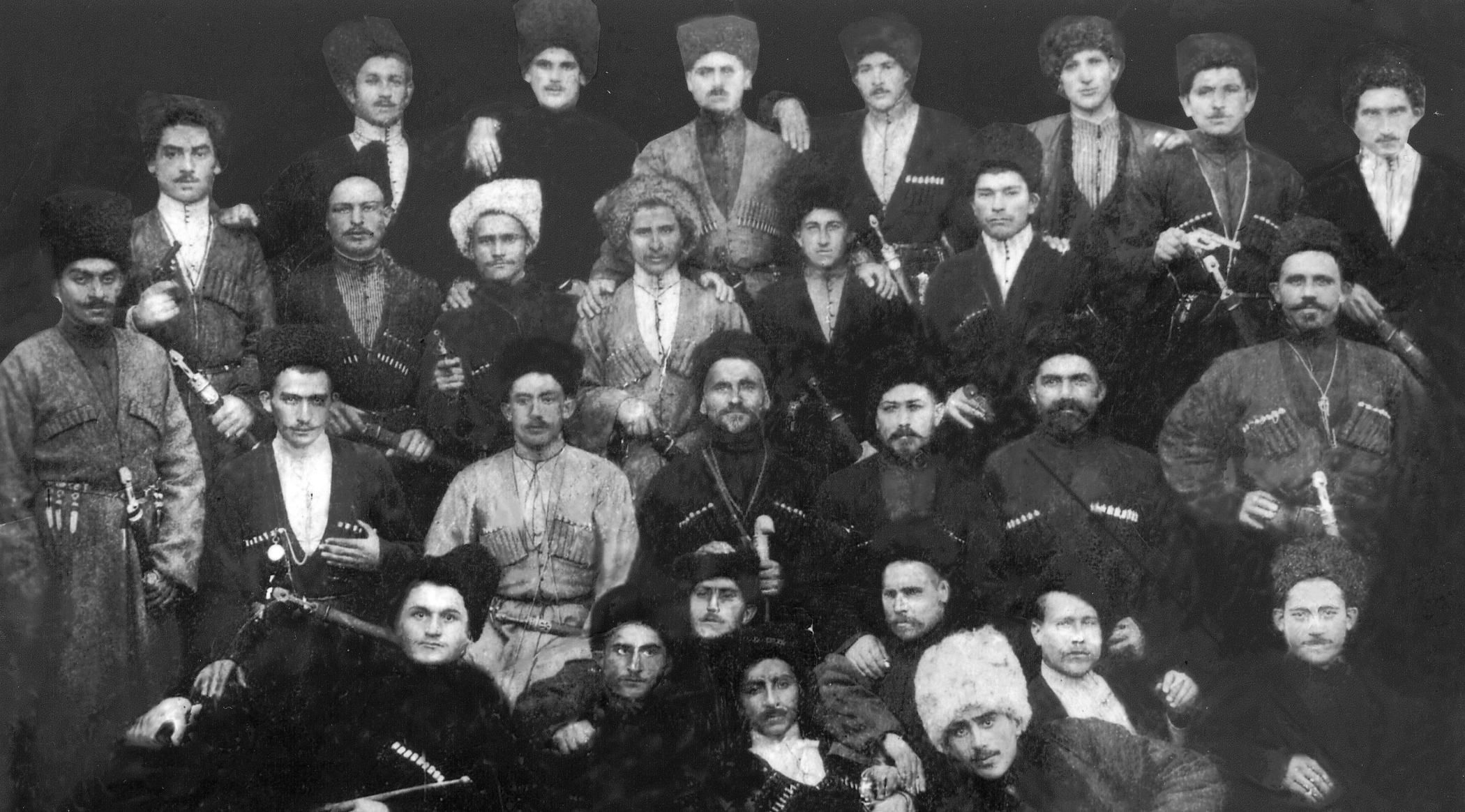
奥塞梯人

2014年V. V. Ilyinskyon对顿河10座阿兰墓葬骨片的研究从7人身上成功提取出了DNA。其中4人属于单倍群G2，6人的线粒体染色体属于I。许多样本具有相同的y染色体、线粒体染色体单倍群，这说明被试属于同一部落乃至是近亲的可能十分高。奥塞梯人主要的单倍群也是G2，因此这是奥塞梯人祖先确为阿兰人的有力证据，与奥塞梯人为阿兰化高加索土著的说法相竞争。
2015年，莫斯科考古研究所对各种萨尔马提亚-阿兰和萨尔托沃-玛雅克文化古冢进行了研究。这次分析中，4至6世纪的两个阿兰人y染色体样本属于G2a-P15和R1a-z94单倍群，而2至3世纪的三个萨尔马特人样本y染色体中，两个是J1-M267，一个是R1a。另外，8至9世纪的萨尔托沃-玛雅克文化样本y染色体，就变成了G、J2a-M410、R1a-z94。
2018年5月发表在《自然》上的一项遗传学研究考察了公元100至1400年埋葬在高加索地区六具阿兰人遗骸的DNA。所提取的Y染色体样本属于单倍群R1和单倍群Q-M242。发现于北奥塞梯Beslan的公元200年单倍群Q-M242样本在Shoanoy Teip有4名车臣人亲属。母系线粒体mtDNA样本属于HV2a1、U4d3、X2f、H13a2c、H5、W1等单倍群。

## 考古学
考古发现支持了这些书面资料。P.D.Rau（1927）首次将萨尔马特晚期遗址与历史上的阿兰人联系起来。根据考古材料，他们是讲伊朗语的游牧部落之一，在1世纪中期和2世纪之间开始进入萨尔马特地区。

## 语言
阿兰人的语言是一种东伊朗语支方言。这可以从各种印度-伊朗语言和构拟出的阿兰语“马”中窥见一二：
| 语言       | 系属          | 马            |
| ---------- | ------------- | ------------- |
| 阿兰语     |               | *aspa         |
| 立陶宛语   | 波罗的语族    | ašvà          |
| 梵语       | 印度-伊朗语族 | áśva          |
| 塞语       | 东北伊朗语支  | aśśa          |
| 奥塞梯语   | 东北伊朗语支  | efs           |
| 瓦罕语     | 东北伊朗语支  | yaš           |
| 雅格诺比语 | 东北伊朗语支  | asp           |
| 阿维斯陀语 | 东南伊朗语支  | aspa          |
| 俾路支语   | 西北伊朗语支  | asp           |
| 库尔德语   | 西北伊朗语支  | asp,hesp,hasp |
| 米底语     | 西北伊朗语支  | aspa          |
| 古波斯语   | 西南伊朗语支  | asa           |
| 中古波斯语 | 西南伊朗语支  | asp           |
| 波斯语     | 西南伊朗语支  | asb           |

## 宗教

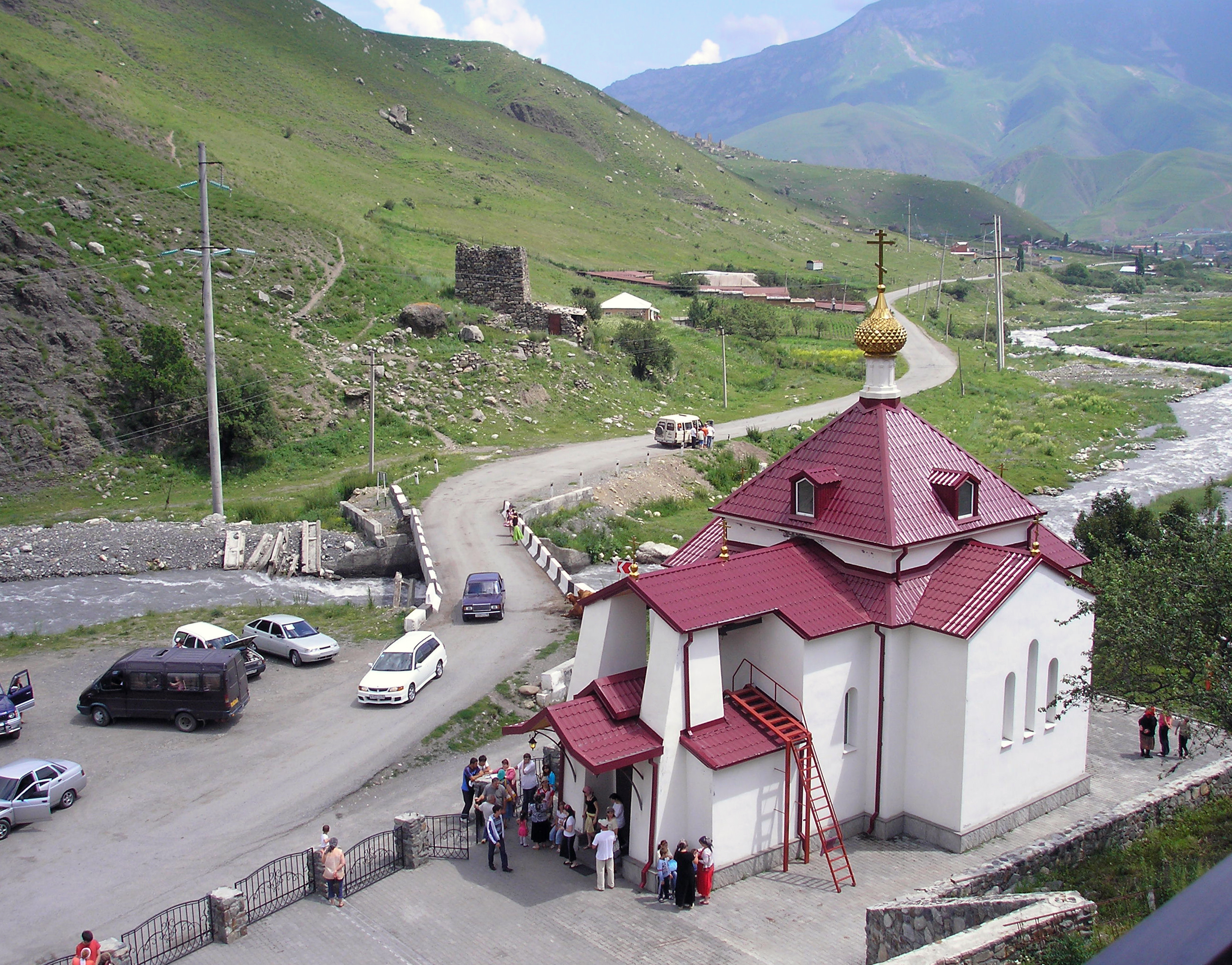
北奥塞梯-阿兰共和国的东正教教堂

在基督教化之前，阿兰人信仰印度-伊朗多神论，或者是多神的斯基泰信仰，或者是多神的祆教。有些传统直接继承自斯基泰人，如在精心设计的仪式中体现他们的主导神。
4、5世纪，阿兰人被拜占庭阿里乌教派传教士部分地基督教化。13世纪，入侵的蒙古人迫使东部阿兰人向山区迁徙，与高加索原住民混合，先后形成了三个领土实体。1395年前后，帖木儿大军入侵北高加索，屠杀了大部分阿兰人口。
时间流逝，西部的季戈尔族受到卡巴尔达人和伊斯兰教影响。17世纪伊斯兰教通过卡巴尔达人（东切尔克西亚部落）传入该地区。1767年之后，阿兰地区大部归入俄罗斯统治，大大加强了东正教的影响。今日的奥塞梯人中，有相当一部分还坚持着传统奥塞梯信仰，1980年代复兴为阿塞教（奥塞梯语：Uatsdin“正信”）。

### 引用
1. 1 2 3 4 5 6  Golden 2009.
2. ↑  Abaev & Bailey 1985，第801–803頁.
3. ↑  Waldman & Mason 2006，第12–14頁
4. 1 2 3 4 5 6 7 8 9 10 11 12 13 14 15 16 17 18 19 20 21  Brzezinski & Mielczarek 2002，第10–11頁
5. 1 2 3  Zadneprovskiy 1994，第467–468頁
6. 1 2  Schuessler, Axel (2014). "Phonological Notes on Hàn Period Transcriptions of Foreign Names and Words" (PDF) （页面存档备份，存于）. Studies in Chinese and Sino-Tibetan Linguistics: Dialect, Phonology, Transcription and Text. Language and Linguistics Monograph Series. Taipei, Taiwan: Institute of Linguistics, Academia Sinica (53). p. 268
7. 1 2  颜师古注《汉书》vol. 70 （页面存档备份，存于）：“師古曰：‘胡廣云康居北可一千里有國名奄蔡，一名闔蘇。然則闔蘇即奄蔡也。’”
8. 1 2  老普林尼《自然历史》第四卷365页 （页面存档备份，存于）
9. 1 2  Hulsewé. A. F .P. (1979) China in Central Asia: The Early Stage 125 BC - AD 23: an annotated translation of chapters 61 and 96 of the History of the Former Han Dynasty. p. 129, n. 316。引于John E. Hill。译者注25.3 & 25.4 （页面存档备份，存于）起草鱼豢《魏略》译稿。引文：“Chavannes (1905)第558页注释5赞成Hirth (1885)139页注释1找到的Yen-ts’ai与斯特拉波所载Αορσοι；他认为这识别被后来的名字‘阿兰’所加强，解释了托勒密的“Alanorsi”。马考特(1905)pp. 240-241不接受，但Pulleyblank (1963)pp. 99 & 220接受，并提到HSPC 70.6b中的“闔蘇”，上古汉语拟作ĥa̱p-sa̱ĥ，可与普林尼VI, 38提到的Abzoae比较（参见Pulleyblank (1968), p. 252）。此外Humbach (1969)pp. 39-40也接受这一联系，但仍有保留意见。”
10. ↑  范曄《後漢書》 西域傳三十八  （页面存档备份，存于）
11. ↑  《魏略·西戎傳》：又有奄蔡國一名阿蘭，皆與康居同俗。
12. 1 2 3 4 5 6 7 8 9 10 11 12 13 14  Alemany 2000.
13. 1 2 3 4 5  Zadneprovskiy 1994，第465–467頁
14. 1 2  Abaev & Bailey 1985.
15. 1 2  . . 2015  [2015-01-01]. （原始内容存档于2013-11-04）.
16. 1 2  . . 大英百科全书出版社. 2015  [2015-01-01]. （原始内容存档于2014-03-09）.
17. 1 2  . . 大英百科全书出版社. 2015  [2015-01-01]. （原始内容存档于2013-10-30）.
18. ↑  Shnirelman, Victor.  (PDF). Acta Slavica Iaponica. 2006, 23: 37–49  [2022-04-23]. （原始内容 (PDF)存档于2014-08-30）.
19. ↑  关于人种形成（Ethnogenesis），参见Walter Pohl《中世纪之争：问题与著作》“中世纪早期研究中的民族概念” ed. Lester K. Little & Barbara H. Rosenwein, (Blackwell), 1998, pp. 13–24) (在线文本[永久]).
20. ↑  Kozin, S.A., Sokrovennoe skazanie, M.-L., 1941. pp. 83–84
21. ↑  Abaev V. I. Historical-Etymological Dictionary of Ossetian Language. V. 1. М.–Л., 1958. pp. 47–48.
22. ↑  Mallory & Adams 1997，第213頁：“伊朗Alani（< *aryana）（伊朗族群名称，为奥塞梯伊龙Iron[<*aryana-的祖先）） *aryranam（属格复数）“雅利安人的……”（>中古波斯语Iran）。”
23. 1 2  Alemany 2000，第3–4頁：“然而目前，关于‘阿兰’的词源，只有两种可能能得到承认，且这两者还密切相关：（甲）形容词*aryāna与（乙）*属格复数aryānām，两者都来自于古伊朗语形容词*arya‘雅利安的’。值得一提的是，虽说这两个词因为形式基本相同而宣告了研究的死胡同，但大多数研究者倾向于派生词*aryāna-，因为它的语义更合适些……阿兰这个名称中潜藏的民族名*arya-”与阿维斯陀语Airiianəm Vaēǰō“雅利安平原”有关。
24. ↑  Sergiu Bacalov, Medieval Alans in Moldova / Consideraţii privind olanii (alanii) sau iaşii din Moldova medievală. Cu accent asupra acelor din regiunea Nistrului de Jos https://bacalovsergiu.files.wordpress.com/2016/05/download-sergiu-bacalov-considerac5a3ii-privind-olanii-alanii-sau-iac59fii-din-moldova-medievalc483.pdf （页面存档备份，存于）)
25. ↑  Schuessler (2009). pp. 211, 246
26. ↑  Hill, John E. 2003. "Annotated Translation of the Chapter on the Western Regions according to the Hou Hanshu." Revised Edition.
27. ↑  《魏略·西戎傳》 （页面存档备份，存于），引于《三国志·乌丸鲜卑东夷传》
28. ↑  《后汉书·西域传》 （页面存档备份，存于）：“奄蔡國，改名阿兰聊國，居地城，屬康居。土气温和，多桢松、白草。民俗衣服與康居同。”
29. ↑  Hill, John E. (translator). The Western Regions according to the Hou Hanshu: The Xiyu juan “Chapter on the Western Regions” from Hou Hanshu 88 2nd Ed "Section 19 – The Kingdom of Alanliao 阿蘭聊 (the Alans)" （页面存档备份，存于）
30. ↑  Zadneprovskiy 1994
31. 1 2 3 4 5 6 7 8  Brzezinski & Mielczarek 2002
32. 1 2 3 4 5  .   [8 June 2015].
33. ↑  .   [2015-06-08].
34. ↑  塔西佗. 《编年史》.12.15
35. ↑  塔西佗. 《编年史》.12.16
36. ↑  塔西佗. 《编年史》.12.17
37. 1 2  塔西佗. 《编年史》.12.18
38. ↑  塔西佗. 《编年史》.12.19
39. ↑  塔西佗. 《编年史》.12.20
40. ↑  塔西佗. 《编年史》.12.21
41. ↑  . britannica.com.   [2018-05-08]. （原始内容存档于2017-03-27）.
42. ↑  .   [2022-05-02]. （原始内容存档于2022-06-17）.
43. ↑  Vegetius 3.26, noted in passing by T.D. Barnes, "The Date of Vegetius" Phoenix 33.3 (Autumn 1979, pp. 254–257) p. 256. "The collocation of these three barbarian races does not recur a generation later", Barnes notes, in presenting a case for a late 4th-century origin for Vegetius' treatise.
44. ↑  阿米阿努斯·马尔切利努斯. 罗马史. 31册. II. 12
45. ↑  Giovanni de Marignolli, "John De' Marignolli and His Recollections of Eastern Travel", in Cathay and the Way Thither: Being a Collection of Medieval Notices of China, Volume 2, ed. Henry Yule (London: The Hakluyt Society, 1866), 316–317.
46. ↑  艾萨克·牛顿, Observations on Daniel and The Apocalypse of St. John (1733).
47. ↑  保罗执事, 《罗马史》, 15卷, 1.
48. ↑  Bachrach, Bernard S. . U of Minnesota Press. 1973: 63  [2022-05-02]. ISBN 978-0816656998. （原始内容存档于2022-06-17） （英语）.
49. ↑  Bachrach, Bernard S. . U of Minnesota Press. 1973: 77  [2022-05-02]. ISBN 978-0816656998. （原始内容存档于2022-06-17） （英语）.
50. ↑  Bachrach, Bernard S. . U of Minnesota Press. 1972: 10  [2022-05-02]. ISBN 978-0816657001. （原始内容存档于2021-10-10） （英语）.
51. ↑  . Barnes & Noble Books. 2000: 2.16  [2022-05-02]. ISBN 978-0-7607-1973-2. （原始内容存档于2016-12-19）.
52. ↑  "Alani Lusitaniam et Carthaginiensem provincias, et Wandali cognomine Silingi Baeticam sortiuntur" (Hydatius)
53. ↑  Castritius, 2007
54. ↑  关于中世纪初一个民族的另一次迅速解体，参见阿瓦尔人。 (Pohl 1998:17f).
55. ↑  Latham, Robert Gordon. . W. H. Allen. 1878: 170.
56. ↑  Evangelos Chrysos. . Böhlau. 1989: 58  [2022-05-02]. ISBN 978-3205051121. （原始内容存档于2022-06-17）.
57. ↑  Milhazes, José. Os antepassados caucasianos dos portugueses 的存檔，存档日期2016-01-01. – 葡萄牙广播电视公司，葡萄牙语.
58. ↑  Ivo Xavier Fernándes. Topónimos e gentílicos, Volume 1, 1941, p. 144.
59. 1 2 3  Barthold, W.; Minorsky, V. . . Leiden and New York: Brill: 354. 1986  [2022-05-02]. ISBN 978-90-04-08114-7. （原始内容存档于2022-06-17）.
60. ↑  Handbuch Der Orientalistik By Agustí Alemany, Denis Sinor, Bertold Spuler, Hartwig Altenmüller, pp. 400–410
61. ↑  Roux, p. 465
62. ↑  .   [2022-05-02]. （原始内容存档于2009-01-19）.
63. ↑  Tesaev, Amin. . 2020.
64. ↑  Krasnov, A.I. . Вокруг света: 29.
65. ↑  Sinor, Denis. 1999. "The Mongols in the West". Journal of Asian History 33 (1). Harrassowitz Verlag: 1–44. https://www.jstor.org/stable/41933117 （页面存档备份，存于）.
66. ↑  Halperin, Charles J.. 2000. "The Kipchak Connection: The Ilkhans, the Mamluks and Ayn Jalut". Bulletin of the School of Oriental and African Studies, University of London 63 (2). Cambridge University Press: 235. https://www.jstor.org/stable/1559539 （页面存档备份，存于）.
67. ↑  Rossabi, Morris. . University of California Press. 1983: 255–  [2022-05-02]. ISBN 978-0-520-04562-0. （原始内容存档于2022-02-13）.
68. ↑  Nicolle, David. . Brockhampton Press. 2004: 85  [2022-05-02]. ISBN 978-1-86019-407-8. （原始内容存档于2022-06-17）.
69. ↑  Arthur Thomas Hatto. . Peter de Ridder Press. 1991: 36  [2022-05-02]. （原始内容存档于2022-06-17）.
70. ↑  Sir Henry Yule. . Asian Educational Services. 1915: 187–  [2022-05-02]. ISBN 978-81-206-1966-1. （原始内容存档于2022-06-17）.
71. ↑  W. W. Rockhill: The journey of William of Rubruck to the eastern parts of the world, 1253–55, as narrated by himself, with two accounts of the earlier journey of John of Pian de Carpine. tr. from the Latin and ed., with an introductory notice, by William Woodville Rockhill (London: Hakluyt Society, 1900). Acc. to: http://depts.washington.edu/silkroad/texts/rubruck.html （页面存档备份，存于）. Chaps. IX and XXII.
72. ↑  Edward Harper Parker. . E. P. Dutton. 1905: 232–  [2022-05-02]. ISBN 978-0524009512. （原始内容存档于2022-06-17）.
73. ↑  Arnold, Lauren. . Desiderata Press. 1999: 79–  [2022-05-02]. ISBN 978-0-9670628-0-8. （原始内容存档于2022-06-17）.
74. ↑  Makeham, John. . Thames & Hudson. 2008: 269  [2022-05-02]. ISBN 978-0-500-25142-3. （原始内容存档于2022-06-17）.
75. ↑  （俄語） Тайная история татар 的存檔，存档日期2007-09-27.
76. ↑  A. Boldur, Istoria Basarabiei, p. 20
77. ↑  Jessee, Scott, and Anatoly Isaenko. 2013. "The Military Effectiveness of Alan Mercenaries in Byzantium, 1301–1306". In Journal of Medieval Military History: Volume XI, edited by Clifford J. Rogers, Kelly DeVries, and John France, 11:107–132. Boydell & Brewer. https://www.jstor.org/stable/10.7722/j.ctt31njvf.9.
78. ↑  Rogers, Clifford J., Kelly DeVries, and John France, eds.. 2013. Journal of Medieval Military History: Volume XI. Edited by Clifford J. Rogers, Kelly DeVries, and John France. Vol. 11. Boydell & Brewer. https://www.jstor.org/stable/10.7722/j.ctt31njvf （页面存档备份，存于）.
79. ↑  阿米阿努斯·马尔切利努斯. 罗马史. 31卷. II. 21.
80. ↑  Reshetova, Irina; Afanasiev, Gennady. .   [2022-05-02]. （原始内容存档于2022-03-27）.
81. ↑  .   [2022-05-02]. （原始内容存档于2015-09-25）.
82. ↑  Reshetova, Irina; Afanasiev, Gennady. .   [2022-05-02]. （原始内容存档于2022-03-27）.
83. ↑  .   [2022-05-02]. （原始内容存档于2022-03-27）.
84. ↑  Damgaard et al. 2018.
85. ↑  Mallory, J. P.; Adams, Douglas Q. . Taylor & Francis. 1997  [2022-05-02]. ISBN 9781884964985. （原始内容存档于2022-06-17） （英语）.
86. ↑  Abaev, Vasiliĭ Ivanovich; l'Oriente, Istituto italiano per l'Africa e. . Istituto italiano per l'Africa e l'Oriente. 1998  [2022-05-02]. （原始内容存档于2022-06-17） （俄语）.
87. ↑  Sulimirski, T. (1985). "The Scyths" in: Fisher, W. B. (Ed.) The Cambridge History of Iran, Vol. 2: The Median and Achaemenian Periods. Cambridge: Cambridge University Press. ISBN 0-521-20091-1. pp. 158–159.
88. ↑  Foltz, Richard. . Journal for the Study of Religion, Nature, and Culture. 2019, 13 (3): 314–332. S2CID 213692638. doi:10.1558/jsrnc.39114.

### 资料
- Abaev, V.I.; Bailey, H.W. . Yarshater, Ehsan  (编). . London and New York: Routledge & Kegan Paul: 801–803. 1985. ISBN 978-0-71009-097-3.
- Alemany, Agustí. . Brill. 2000  [2022-04-23]. ISBN 978-90-04-11442-5. （原始内容存档于2022-06-17）.
- Bernard S. Bachrach, A History of the Alans in the West, from their first appearance in the sources of classical antiquity through the early Middle Ages, University of Minnesota Press, 1973 ISBN 0-8166-0678-1
- Bachrach, Bernard S. "The Origin of Armorican Chivalry." （页面存档备份，存于） Technology and Culture, Vol. 10, No. 2. (Apr., 1969), pp. 166–171.
- Brzezinski, Richard; Mielczarek, Mariusz. . Osprey Publishing. 2002  [7 June 2015]. ISBN 978-1841764856. （原始内容存档于2016-04-05）.
- Castritius, H. 2007. Die Vandalen. Kohlhammer Verlag.
- Damgaard, P. B.;  et al. . Nature (Nature Research). May 9, 2018, 557 (7705): 369–373  [April 11, 2020]. Bibcode:2018Natur.557..369D. PMID 29743675. S2CID 13670282. doi:10.1038/s41586-018-0094-2. （原始内容存档于2020-02-21）.
- Golb, Norman and Omeljan Pritsak, Khazarian Hebrew Documents of the Tenth Century. Ithaca: Cornell Univ. Press, 1982.
- Golden, Peter B. . Fleet, Kate; Krämer, Gudrun; Matringe, Denis; Nawas, John; Rowson, Everett  (编). . Brill Online. 2009. ISSN 1873-9830.
- Hill, John E. 2003. "Annotated Translation of the Chapter on the Western Regions according to the Hou Hanshu." 2nd Draft Edition.  （页面存档备份，存于）
- Hill, John E. 2004. The Peoples of the West from the Weilüe 魏略 by Yu Huan 魚豢: A Third Century Chinese Account Composed between 239 and 265 AD. Draft annotated English translation.  （页面存档备份，存于）
- Yu, Taishan. 2004. A History of the Relationships between the Western and Eastern Han, Wei, Jin, Northern and Southern Dynasties and the Western Regions. Sino-Platonic Papers No. 131 March 2004. Dept. of East Asian Languages and Civilizations, University of Pennsylvania.
- Waldman, Carl; Mason, Catherine. . Infobase Publishing. 2006  [January 16, 2015]. ISBN 978-1438129181. （原始内容存档于2015-11-28）.
- Zadneprovskiy, Y. A. . Harmatta, János  (编). . UNESCO. 1 January 1994: 457–472  [29 May 2015]. ISBN 978-9231028465. （原始内容存档于2022-06-17）.

â

### 延伸阅读
[在维基数据编辑]
 《欽定古今圖書集成·方輿彙編·邊裔典·奄蔡部》，出自陈梦雷《古今圖書集成》
 《史記/卷123》，出自司馬遷《史記》
 《後漢書·卷88》，出自范晔《後漢書》